# 井戸田駅
井戸田駅（いどたえき）は、かつて愛知県名古屋市瑞穂区にあった、名古屋鉄道名古屋本線の駅。
現在の呼続駅 - 堀田駅の間に存在した。

## 歴史
- 1917年（大正6年）3月7日 - 愛知電気鉄道が神宮前駅 - 笠寺駅間を開業させた際に開設[注釈 2][1]。当時の堀田駅 - 呼続駅間のルートは堀田駅よりほぼ真東に延び、井戸田駅付近で急カーブする線形だった[2]。
- 1930年（昭和5年）7月11日 - 堀田駅 - 呼続駅間の複線化と線形改良に伴い、元の位置から南南東に約300m移転[3]。
- 1935年（昭和10年）8月1日 - 名岐鉄道への合併により名古屋鉄道が発足したため、同社の駅となる。
- 1944年（昭和19年） - 休止。
- 1948年（昭和23年）5月16日 - 休止中の線名変更により、名古屋本線の駅となる。
- 1969年（昭和44年）4月5日 - 廃止。

## 利用状況
『愛知県統計書』によると、年間乗降人員は以下の通りである。
| 年度     | 乗車人員（人） | 降車人員（人） | 出典  |
| -------- | -------------- | -------------- | ----- |
| 1917年度 | 9,326          | 11,826         | [ 4 ] |
| 1918年度 | 18,453         | 22,039         | [ 5 ] |
| 1919年度 | 26,809         | 28,464         | [ 6 ] |
| 1920年度 | 24,777         | 35,758         | [ 7 ] |
| 1921年度 | 47,281         | 48,157         | [ 8 ] |

## その他
井戸田駅を含む神宮前駅 - 呼続駅間は、1968年（昭和43年）に下り線が、1969年（昭和44年）には上り線が高架化されている。そのこともあり、井戸田駅は休止中に駅設備は撤去されている。
呼続駅 - 井戸田駅間には南井戸田駅が存在したが、1923年（大正12年）6月に廃止されている。

## 隣の駅
所属路線、隣の駅は営業時代のもの。
名古屋鉄道
豊橋線
特急・急行
通過
普通
呼続駅 - 井戸田駅 - 堀田駅